# 讓我們放棄吧
《讓我們放棄吧》（あきらめましょう）為日本女歌手華原朋美的第21張單曲。

## 說明
- 因為便於記憶的歌詞與曲調，帶側標語於是寫著「新型態的訊息曲」。作曲由原「憂歌団」的木村充揮擔任。
- 在廣告與音樂節目中，抱著作為裝飾用的吉他進行演唱。
- B面曲《相信明天》（明日を信じて）為與コロッケ一同擔任主持人的節目「日本愉快家族」（にっぽん愉快家族）之片尾曲。
- 因在愉快家族中的貢獻獲得認可，〈讓我們放棄吧〉使華原睽違4年重返NHK紅白歌唱大賽，而ZONE亦特別作為伴奏樂隊參與演出。

## 收錄歌曲
華原朋美在所有歌曲由以Tomomi Kahala名義共同作詞。
1. 讓我們放棄吧
  - 作詞：Tomomi Kahala & Gu Suyeon（日语：グ・スーヨン），作曲：Atsuki Kimura（日语：木村充揮），編曲：TATOO
2. 相信明天
  - 作詞：Tomomi Kahala & Hanano Tanaka，作曲：Akitoshi Onodera，編曲：Shigeharu Takagi
3. 讓我們放棄吧 [instrumental]
4. 相信明天 [instrumental]

## 收錄專輯
讓我們放棄吧
- 「Natural Breeze ～KAHALA BEST 1998-2002～」

同時收錄了「讓我們放棄吧」的音樂PV（CD EXTRA規格）
- 「Super Best Singles ～10th Anniversary～（日语：Super Best Singles 〜10th Anniversary〜）」
- 「ALL TIME SINGLES BEST（日语：ALL TIME SINGLES BEST）」